# گائا
گائا (به اسپانیایی: Gayá) یک منطقهٔ مسکونی در اسپانیا است که در باگیس واقع شده‌است. گائا ۳۹٫۵ کیلومتر مربع مساحت دارد.